# Sam Quek
Samantha Ann (Sam) Quek (Liverpool, 18 oktober 1988) is een Engelse hockeyspeelster. In 2015 won Quek met de Engelse ploeg de Europese titel.
Quek won 2016 met de Britse hockeyploeg de gouden olympische medaille, door in de finale Nederland te verslaan na het nemen van shoot-outs.

## Erelijst

### Groot-Brittannië
- 2016 –  Olympische Spelen in Rio de Janeiro

### Engeland
- 2013 -  EK in Boom
- 2014 - 11e WK in Den Haag
- 2015 -  EK in Londen